# Danh sách sinh viên tiêu biểu Học viện điện ảnh Bắc Kinh
Đây là danh sách các cựu sinh viên tiêu biểu tốt nghiệp từ Học viện Điện ảnh Bắc Kinh

## Hệ đạo diễn
- 1956: Ngô Di Cung
- 1959: Huỳnh Thục Cần, Quách Bảo Xương
- 1960: Tạ Phi
- 1976: Ngô Thiên Minh
- 1978: Trần Khải Ca, Điền Tráng Tráng, Lý Thiếu Hồng, Ngô Tử Ngưu, Hồ Mân, Trương Quân Chiêu, Ứng Kỳ
- 1983: Hàn Tam Bình, Lỗ Hiểu Uy, Hoàng Kiến Tân
- 1985: Lâu Diệp, Vương Tiểu Soái, Hồ Tuyết Dương, Lộ Học Trường
- 1987: Quản Hổ
- 1995: Lục Xuyên

## Quay phim
- 1978: Trương Nghệ Mưu, Cố Trường Vệ, Lữ Nhạc, Hầu Vịnh, Trương Hội Quân, Triệu Phi
- 1985: Trương Nguyên
- 2011: Cao Viễn

## Nhiếp ảnh
- 1999: Ninh Hạo

## Hệ mỹ thuật
- 1958: Lý Tiền Khoan
- 1978: Hoắc Kiến Khởi, Phùng Tiểu Ninh, Hà Quần

## Hệ biểu diễn
| Khóa | Sinh viên | Ghi chú                                                                                   |
| ---- | --- | ----------------------------------------------------------------------------------------- |
| 1957 | Vương Chí Cương |                                                                                           |
| 1978 | Trương Thiết Lâm, Uông Việt, Trương Phong Nghị, Trần Quốc Tinh, Giả Đông Sóc, Trương Triều, Tạ Viên, Triệu Ung, Trương Chí Cường, Lưu Giai, Thẩm Đan Bình, Lưu Đông, Viên Mục Nữ, Phương Thư |                                                                                           |
| 1981 | Triệu Quốc Hoa, Trường Hồng |                                                                                           |
| 1982 | Tang Kim Sinh, Vương Huệ, Lý Vân, Nghiêm Hiểu Tần, Lâm Phương Binh |                                                                                           |
| 1984 | Vương Chí Căn, Tôn Tùng, Trần Đại Minh, Hồ Á Tiệp, Lục Kiếm Dân |                                                                                           |
| 1985 | Lớp đào tạo cán bộ: Đường Quốc Cường, Khấu Chấn Hải, Tống Xuân Lệ, Hà Vĩ, Tống Hiểu Anh, Lưu Kế Trung, Trương Quốc Dân, Vương Vi, Triệu Tĩnh                                                 |                                                                                           |
| 1987 | Khổng Lâm, Trương Gia Dịch, Vương Toàn An |                                                                                           |
| 1988 | Tưởng Văn Lệ, Hứa Tinh, Thiệu Phong |                                                                                           |
| 1989 | Thiệu Binh, Du Phi Hồng, Liễu Vân Long |                                                                                           |
| 1990 | Huỳnh Lỗi, Khương Vũ, Lý Lâm, Vương Kình Tùng, Lưu Phương |                                                                                           |
| 1992 | Viên Lập, Lưu Uy Uy, Lý Dịch Tường |                                                                                           |
| 1993 | Từ Tĩnh Lôi, Lưu Tư, Cao Phong | Lưu học sinh: Giả Tịnh Văn                                                                |
| 1994 | Tưởng Cần Cần, Trần Tử Hàm, Triệu Hồng Phi, Phú Đại Long, Kim Xảo Xảo | Lớp tu nghiệp: Lý Nghi Quyên                                                              |
| 1995 | Dư Nam, Tả Tiểu Thanh, Tôn Lợi, Hình Giai Đống |                                                                                           |
| 1996 | Triệu Vy, Trần Khôn, Huỳnh Hiểu Minh, Quách Hiểu Đông, Hà Lâm, Nhan Đan Thần, Hứa Hoàn Hoan, Tổ Phong                                                                                        |                                                                                           |
| 1997 | Lý Giải, Huỳnh Hải Ba, Ôn Tranh Vanh, Hải Thanh |                                                                                           |
| 1998 | Miêu Phố |                                                                                           |
| 1999 | Diêu Thần, Diệp Tĩnh, Lăng Tiêu Túc, Vu Ba, Bạch Khánh Lâm, Thôi Ba, Đỗ Thuần, Hoàng Tiểu Lôi, Lưu Giai, Dương Chí Cương                                                                     |                                                                                           |
| 2000 | Thôi Bằng, Triệu Chí Cương, Đổng Tuyền, Quan Duyệt |                                                                                           |
| 2001 | Huỳnh Thánh Y, Vương Lạc Đan, Giả Nãi Lượng, Tào Bính Côn, Thích Tích, Chu Nhất Vi, Diêu Tĩnh Đồng, Hàn Hiểu, Cao Phong, Quý Thần, Triệu Kha                                                 |                                                                                           |
| 2002 | Lưu Diệc Phi, Giang Nhất Yến, Lưu Cạnh, Chu Á Văn, La Tấn, Chu Dương, Vương Gia, Đặng Tử Phi, Tào Chinh, Hoàng Bột                                                                           |                                                                                           |
| 2003 | Chu Mục Nhân, Từ Phạm Khê, Lý Đông Học, Mục Đình Đình |                                                                                           |
| 2004 | Diệp Hạng Minh, Hà Á Nam, Hà Quân, Lưu Ân Hữu, Lộ Thần, Lý Tịnh Dương, Tô Thiến Vi |                                                                                           |
| 2005 | Dương Mịch, Trương Tuyền, Tiêu Tuấn Diễm, Viên San San, Vương Nhân Quân, Trương Nhiên, Quý Tiếu Băng, Kinh Siêu, Bao Văn Tịnh                                                                | Lớp tu nghiệp: Mã Thiên Vũ                                                                |
| 2006 | Địch Thiên Lâm, Chu Nhất Long, Bành Quán Anh, Mã Hiểu Xán, Vương Địch, Trương Nhất Loan, Dương Kỳ                                                                                            |                                                                                           |
| 2007 | Trịnh Sảng, Sài Bích Vân, Lư Sam, Cảnh Điềm, Hám Thanh Tử, Vương Kim Đạc |                                                                                           |
| 2008 | Đậu Kiêu, Phan Chi Lâm, Kiều Tử Hà, Chủng Đan Ny, Thái Văn Tịnh, Hoàng Tiểu Du |                                                                                           |
| 2009 | Trương Vân Long, Lý Thuần, Lưu Nhuế Lân, Hoàng Mộng Oánh, Lý Mộng | Nghiên cứu sinh: Trần Đại Vỹ                                                              |
| 2010 | Trương Nhất Sơn, Dương Tử, Bảo Thiên Kỳ, Lâm Tư Ý, Bạch Tuyết, Dư Nguyệt, Lý Hiện, La Dục Côn                                                                                                | Nghiên cứu sinh: Địch Thiên Lâm Lớp tu nghiệp: Lưu Manh Manh, Quách Mỹ Mỹ                 |
| 2011 | Châu Đông Vũ, Cổ Lực Na Trát, Phó Mai, Ngô Ưu, Tôn Tuyết Ninh | Nghiên cứu sinh: Hoàng Khải Kiệt, Trương Chỉ Khê                                          |
| 2012 | Thượng Ngữ Hiền, Nghiêm Vũ Hào, Chúc Hướng Dương | Thạc sĩ: Phan Chi Lâm                                                                     |
| 2013 | Từ Hảo, Tôn Giai Vũ, Tôn Hiểu Luân, Vương Nhất Minh | Hệ sáng tác, biểu diễn: Trần Dao Lớp tu nghiệp: Phó Mộng Ny Nghiên cứu sinh: Điền Vũ Kiều |
| 2014 | Lưu Ích Binh, Tân Thuỵ Kỳ |                                                                                           |
| 2015 | Lý Tuấn Đình, Đinh Khả Kiệt, Mã Nguyệt, Lý Minh Đức, Mữu Vũ Thần, Tả Na Na, Tạ Xuân Ý, Tôn Dĩnh,Vương Tử Kỳ                                                                                  | Lớp tu nghiệp: Khổng Ngữ Hạo                                                              |
| 2016 | Quan Hiểu Đồng, Quách Tuấn Thần, Ngụy Tử Hàm, Nhậm Vũ Manh |                                                                                           |
| 2017 | Vương Tuấn Khải, Lý Khải Hinh, Quách Tử Phàm |                                                                                           |
| 2018 | Ngô Lỗi, Tống Uy Long, Hoàng Tuấn Tiệp, Tống Tổ Nhi, Vương Tư Ý |                                                                                           |